# Buchanania ferruginea
Buchanania ferruginea là một loài thực vật có hoa trong họ Đào lộn hột. Loài này được Engl. mô tả khoa học đầu tiên năm 1883.